# Jan Theuninck
Jan Theuninck (* 7. červen 1954) je belgický (vlámský) malíř a básník.
Narodil se ve Zonnebeke ve vlámské provincii Západní Flandry.